# برنارد ميخائيل غيلروي
برنارد ميخائيل غيلروي (بالإنجليزية: Bernard Michael Gilroy)‏ هو أستاذ جامعي واقتصادي أمريكي، ولد في 1956 في نيويورك في الولايات المتحدة.